# 茄苳林
茄苳林，是臺灣彰化縣大村鄉的一個傳統地域名稱，位於該鄉北部偏西。相較於今日行政區，其範圍大致與茄苳村相近。

## 歷史
台灣清治末期至日治初期，茄苳林地區為一街庄，稱為「茄苳林庄」，隸屬於燕霧下堡。該庄西北與陝西庄為鄰，東北與茄苳腳庄為鄰，東與過溝庄為鄰，南邊及西南邊為大庄。
1901年（日治明治三十四年）11月，全台廢縣廳改設二十廳，該庄隸屬於彰化廳。1903年（明治三十六年）6月，該庄編入「大庄區」，隸屬於彰化廳。1909年（明治四十二年）10月，合併二十廳為十二廳，大庄區改隸屬於臺中廳。1920年（大正九年），該庄改制並改名為「茄苳林」大字，隸屬於臺中州員林郡大村庄。
戰後大村庄改制為大村鄉，隸屬於臺中縣，大字亦改制為村。1950年10月，中、彰、投分治，大村鄉改隸屬彰化縣。

## 聚落
本地區發展較早的聚落為茄苳林，在日治期初期的官方地圖上已有記載。此外，本地區尚有頂角仔聚落。

## 交通
鄉道彰55-1線（松槐路、田洋橫巷、田洋巷、貢旗二巷）是頂腳仔至貢旗的道路，也是大村市區北郊至西郊的連絡道路，其東北側端點位於本地區東南部邊界外不遠處的鄉道彰59線路口。由此向西南西可至本地區南部邊界，沿邊界續行至田洋橫巷路口轉南出邊界後而進入大村地區，不遠處即遇到阪本排水而沿其東岸蜿蜒而行，至田洋巷路口轉西微南，至貢旗二巷路口轉南，其後順路轉東再轉南，可止於大村地區中部偏西南的貢旗聚落西側鄉道彰44線路口。
鄉道彰59線（茄苳路二段～一段）是莿桐腳至大村的道路，大致以北北西—南南東走向經過本地區東部。由該道路向北北西可前往茄苳腳、陝西、茄苳腳西北端的劉厝、口庄、大埔西南部並止於鄉道彰16線路口，向南南東可前往大村並止於縣道146號路口。

## 廟宇
- 慈悲寺淑女祠（觀音寺兼姑娘廟）